# Rocha (Uruguai)
|  | Per a altres significats, vegeu «Departament de Rocha». |

Rocha (castellà: [rotʃa]) és una ciutat del sud-est de l'Uruguai, capital del departament de Rocha, a les vores del rierol homònim, 210 quilòmetres a l'est de Montevideo. Amb una població de 25.422 habitants, és el lloc on es concentra l'activitat comercial, administrativa i de serveis del departament.
Entre els seus carrers de llambordes (motiu d'inspiració per a alguns dels cantautors locals), es conserven valuoses edificacions amb característiques dels estils eclèctics, art déco i modernisme, entre d'altres. A més, a les zones més noves de la ciutat corren grans i amples avingudes com, per exemple Luis Alberto de Herrera, Monterroso, Ituzaingó i Florencio Martínez i Agraciada. Els en zones antigues de la ciutat com el centre, hi ha carrers de llambordes, encara que els principals carrers centrals estan asfaltats o formigonats. En els últims anys la ciutat s'ha estès de forma ràpida, creant molts barris nous.

## Història
Les primeres famílies a les quals se'ls va adjudicar assentament definitiu en aquestes terres provenien d'Espanya (principalment d'Astúries) i les portaven per tal de conquerir la costa de la Patagònia. El vapor en el qual viatjaven va haver de desembarcar a les costes de Maldonado. Les famílies van quedar en situació de dipòsit transitori, la Reial Hisenda es feia càrrec de les despeses de la seva estada.

Rafael Pérez del Puerto, Ministre de la Reial Hisenda, persona entesa en la tècnica pobladora, en un informe de 1791, relata: 
| « | en les quaranta llegües entre San Fernando de Maldonado i Santa Teresa no hi ha poble, capella ni unió de gent, que sigui capaç, de contenir els desordres que a l'empara de la seva població escassa i desordenada es cometen. | » |

Per salvar aquest i altres perjudicis és que proposa formar un o dos pobles compostos d'aquell nombre de famílies que estan sense assentament fix. El 22 de novembre de 1793, va quedar elegit el lloc d'emplaçament del poble, el qual correspon a les seves quaranta cases modestes i el bossot que feia d'empriu (anomenat fins avui Rincón de los Barrios).
La modesta capella de la Mare de Déu dels Remeis es crea el 23 de novembre de 1794. L'ànima de l'obra de la capella va ser el capellà rector de San Carlos, Manuel de Amenedeo Montenegro.
El terreny on avui ocupa la ciutat de Rocha va pertànyer a José Texeyra (Techera) Caballero i abans de 1790 a Manuel Balao i Vicente Machado, els quals a requeriment de Rafael P. del Puerto el van canviar per altres camps pertanyents a l'Estança del Rei (Estancia del Rey). La repartició es faria d'acord amb les lleis dels regnes: cent quadres quadrades de 100 vares de costat, subdividides en solars de 25 vares de front per 50 de fons.

## Demografia
Segons les dades del cens de 2011, Rocha té una població aproximada de 25.422 habitants, 116 menys que a l'últim cens de l'any 2004.
| Any  | Habitants |
| ---- | --------- |
| 1963 | 19.457    |
| 1975 | 21.502    |
| 1985 | 24.013    |
| 1996 | 26.017    |
| 2004 | 25.538    |
| 2011 | 25.422    |

Font:

## Monuments i edificis
La ciutat de Rocha té un teatre, dos monuments importants, una plaça central i un museu regional. El Teatro 25 de Mayo és un emblema cultural de la ciutat, mentre que els monuments a José Gervasio Artigas, heroi nacional, i a la Mare, són símbols característics de Rocha. El Museu Regional de Rocha Milton de los Santos és un altre punt d'interès turístic.

## Esport
Pel que fa al futbol, destaca el Rocha Fútbol Club, que va guanyar el torneig obertura de la categoria B l'any 2003, i el de l'L'any 2005, sent el primer i únic equip de l'interior que ho va aconseguir. Rocha també compta amb una lliga de futbol. En aquesta lliga els "grans" són Palermo, un dels més grans de l'interior, i Lavalleja. Rocha té també una lliga de futbol infantil integrada per Palermo, Lavalleja, Artigas, Tabaré, Rocha Athletic Club i Deportivo La Paloma. La ciutat té, a més, dos estadis municipals: el Dr. Mario Sobrero i el Tenis.
Rocha té una selecció de bàsquet, diversos equips de rugbi i un equip de ciclisme, entre moltes altres disciplines.
Els dos centres esportius o gimnasos més importants són el Club Unión, el CADER i el Poliesportiu Rocha, el qual és el més freqüentat. Ofereix natació i esports aquàtics, sala de musculació, futbol, bàsquet, voleibol, taules de ping pong, gimnàstica comuna, gimnàstiques especials i aeròbica, karate i boxa, entre d'altres.

## Imatges

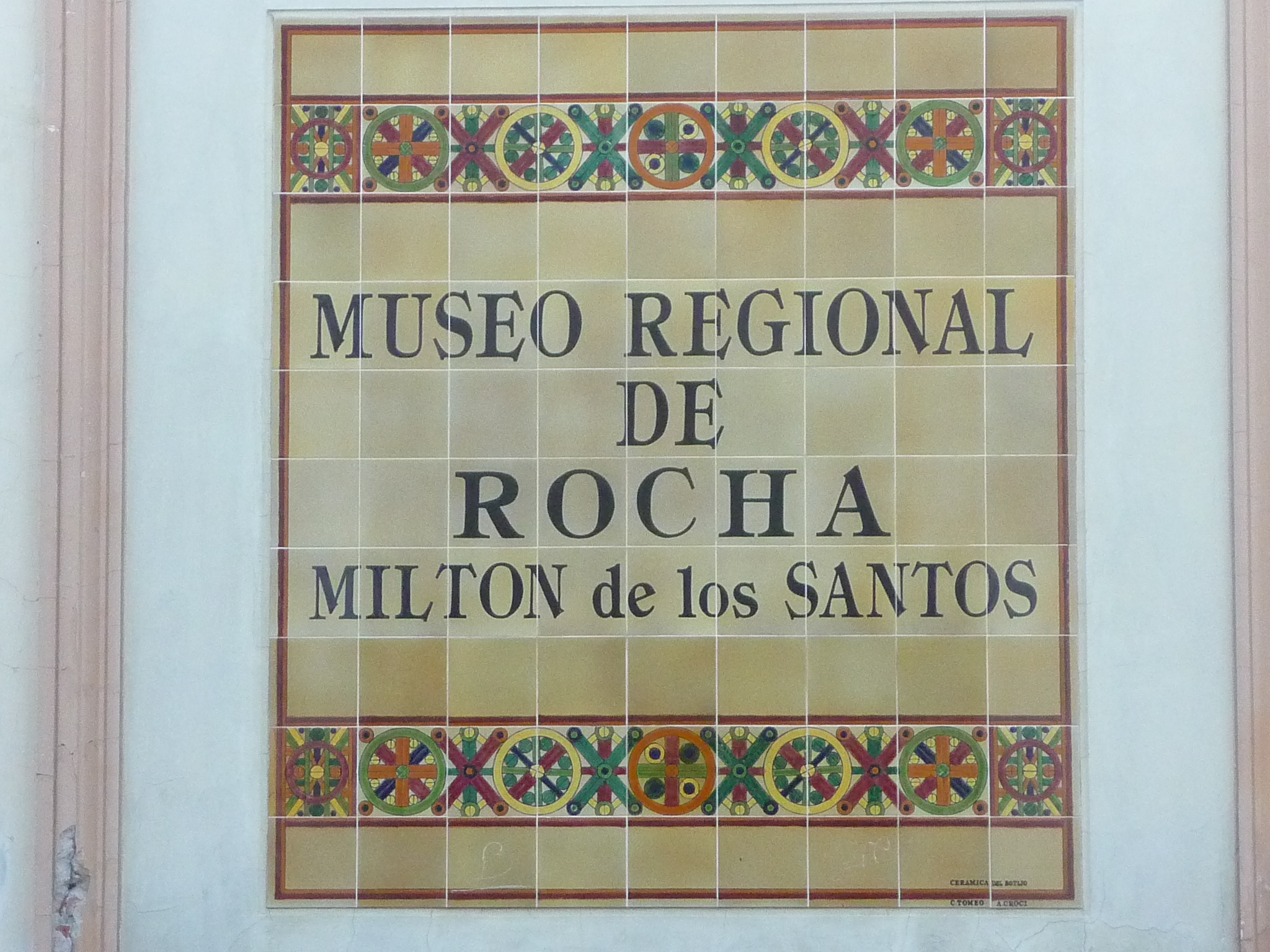
Museu Regional de Rocha Milton de los Santos.
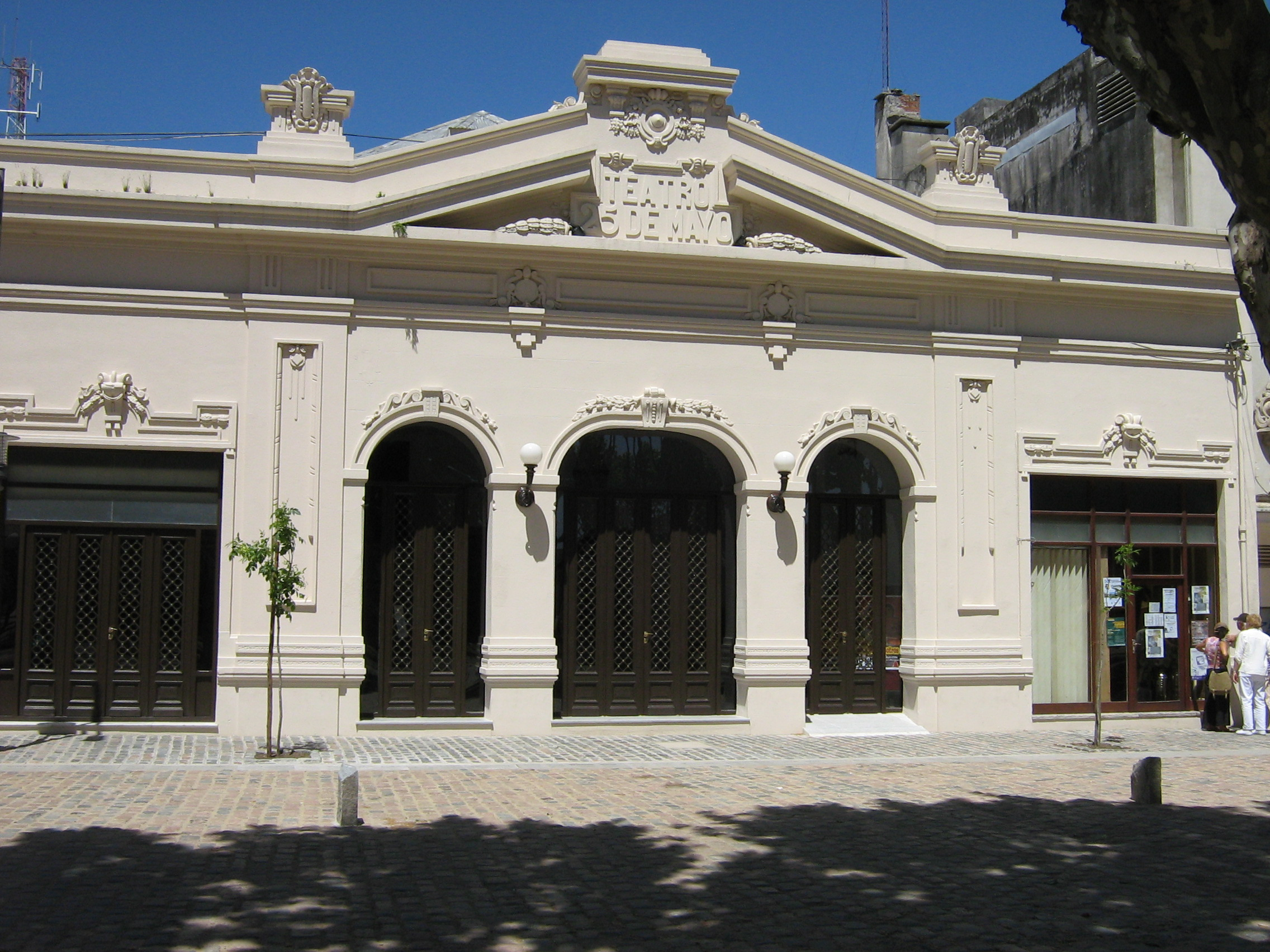
Teatre 25 de Mayo.
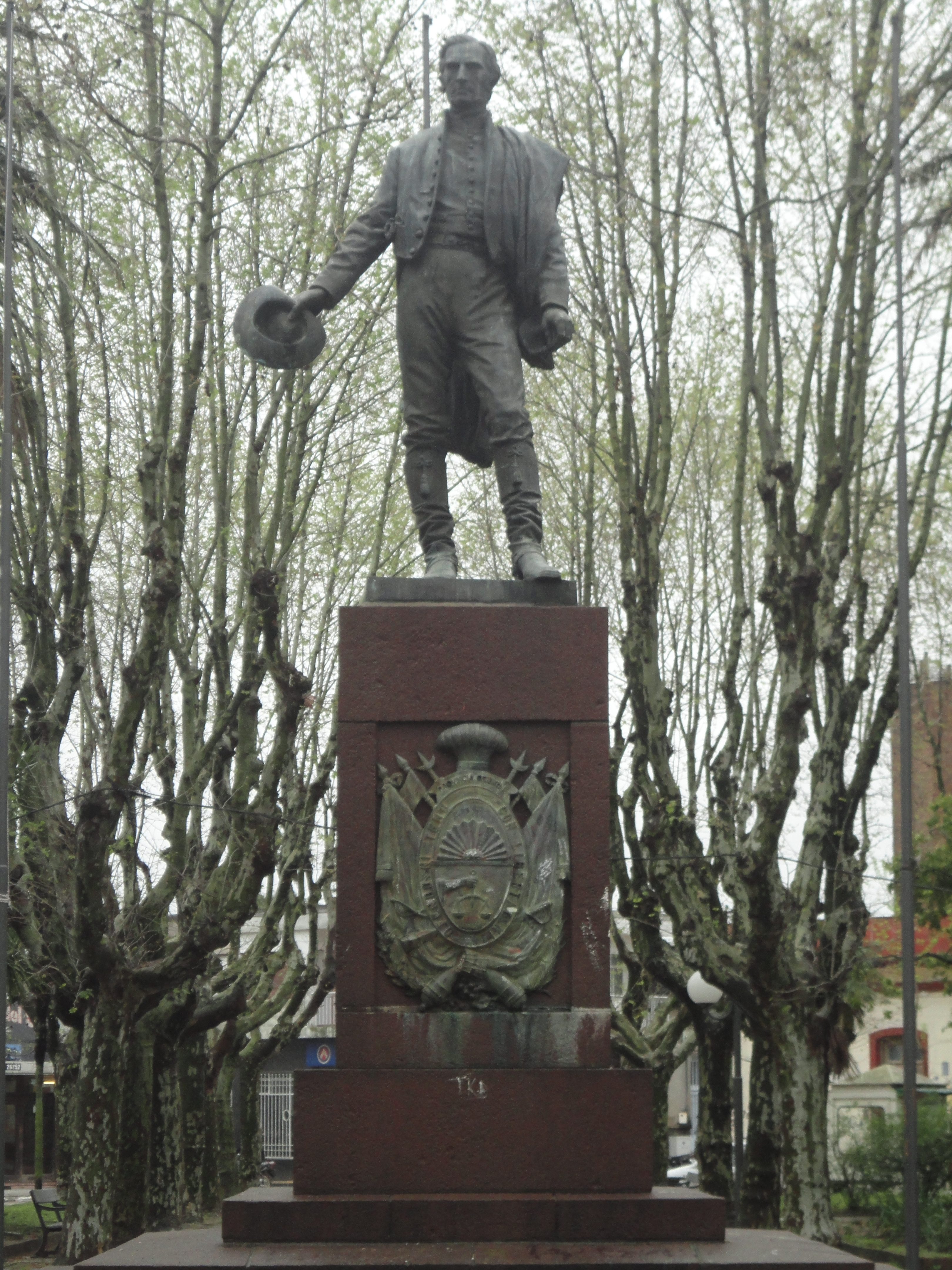
Monument a José Gervasio Artigas a la Plaza Independencia.
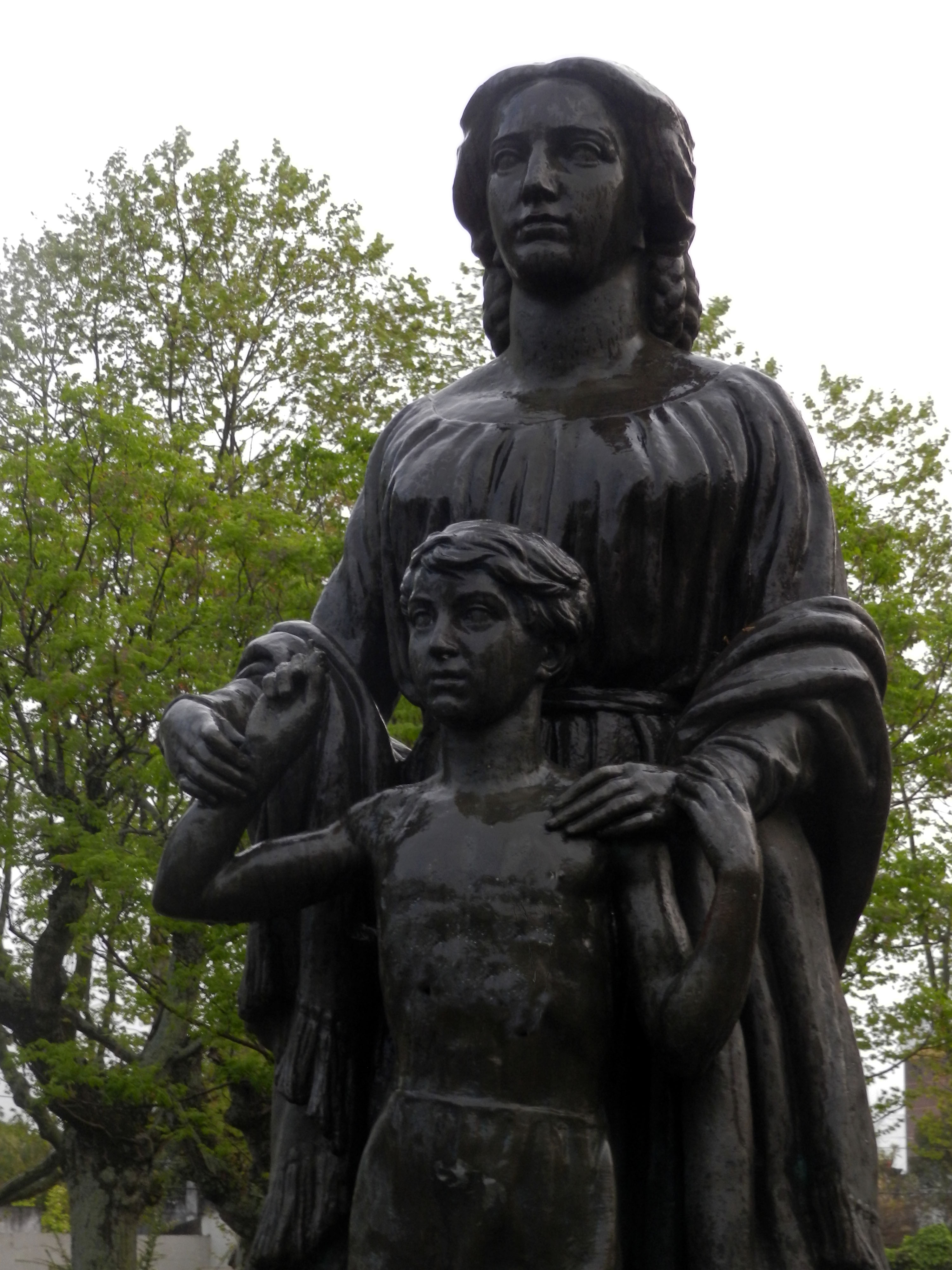
Monument a la Mare.